# 密斑拟腹吸鳅
密斑拟腹吸鳅（学名：Pseudogastromyzon peristictus）为平鳍鳅科拟腹吸鳅属的鱼类。在中国，分布于广东丰顺县鸿嶂山溪等。该物种的模式产地在广东丰顺县鸿图嶂山溪，独立入海的溶江水系。
其种加词“peristictus中，peri意为程度深，stictus意为有斑点的。